# Pherosphaera
Pherosphaera — рід хвойних рослин родини подокарпових.
Родова назва походить від слів грец. φέρω — «нести», σφαῖρα — «куля», вказуючи на форму насіннєвих шишок.

## Таксономічні нотатки
Синонім: Microstrobos. Цей рід, і тісно пов'язаний монотиповий рід Microcachrys, складаються з чагарникових австралійських видів з дуже дрібним, лускоподібним листям і дуже маленькими шишечками; ці три види часто плутають ботаніки.

## Поширення, екологія
Австралія: Новий Південний Уельс і Тасманія (кожна територія з одним ендемічним видом). Знайдені на альпійських висотах, як правило, на кордонах озер, струмків і водоспадів, де вони рідкісні.

## Морфологія
Це вічнозелені дводомні кущі. Гілки короткі й жорсткі або довгі і стрункі. Листки дорослих і неповнолітніх рослин схожі. Дорослих рослин листки розташовані по спіралі, <4 мм завдовжки. Шишки (пилкові та насіннєві) поодинокі, верхівкові на звичайних вегетативних пагонах. Насіннєві шишки НЕ м'ясисті при дозріванні, від яйцюватих до кулястих, довжиною близько 2,5 мм з 3–8 родючими лусками, Луска тонка, потовщена біля основи, обернено-яйцювата, коричнева, при дозріванні. Пилкові шишки довжиною 2–3 мм, складаються з 8–15 тичинок. Насінин кілька в кожній шишці, кожне насіння знаходиться в основі луски, рівної або трохи більшої за довжину насіння. Насіння світло-коричневе або сірувате, приблизно до 1 мм в діаметрі, з твердою глянцевою коричневою оболонкою. 2n = 26.